# Jérémy Chatelain
Jérémy Chatelain (Créteil, 1984. október 19.–)  francia énekes, zeneszerző, színész és divattervező. 2002-ben részt vett a francia tehetségkutató műsorban, a Star Academy-ben. A 2003-as Eurobesten megismerkedett a korzikai származású énekesnővel, Alizée-vel, akitől egy lánya született, Annily. Jérémy és Alizée 2011-ben elváltak.

## Életpályája
Jérémy Chatelain 1984. október 19-én született Créteil-ben, egy zsidó család sarjaként. Anyja spanyol, apja francia származású.
Amikor jelentkezett a Star Academy-be, még csak 17 éves volt, ezért azt hazudta, hogy már elmúlt 18, hogy részt vehessen a műsorban. Fiatal kora ellenére rendkívül tehetségesnek mutatkozott a zenében és a divattervezésben egyaránt. Bár a Star Academy-ből 2002 novemberében kiesett, mégis turnézott a többi résztvevőjével 2003 elején Belgiumban, Svájcban és Franciaországban. Ugyanakkor felkészült arra is, hogy szólókarrierbe kezdjen.
2003. február 28-án megjelent első kislemeze, a "Laisse-moi" (magyarul: engedj el), ami több mint 170.000 példányban kelt el és bejutott a Top 10-be a Francia Top 50-es kislemez listán. Ezt a "Belle Histoire" (magyarul: szép történet) követte 2003 júliusában.
A 2003-as Eurobesten megismerkedett Alizée-vel.
A nyár végén szerepelt egy francia sorozatban, a Commissaire Valence-ben.
2003. október 28-án megjelent az önmagáról elnevezett albuma, melynek harmadik kislemeze lett decemberben megjelenő a "Vivre ça". Az album negyedik és egyben utolsó kislemeze 200 februárjában jelent meg "J'aimerai" címmel. 
2003. november 6-án Los Angelesben feleségül vette Alizée-t, akitől 2005-ben született egy lánya, Annily. 
2003 és 2004 között a francia L5 együttessel turnézott Franciaországban és Svájcban.
Ugyanekkor piacra dobta első márkáját, a Sir Sid-et.
2006. március 13-án megjelent második albuma, a "Variétes Françaises".
Alizée 2007-ben megjelent Psychédélices című albumának ő volt a teljes zenei rendezője.
2011-ben szakítottak Alizée-vel, miután az énekesnő visszaköltözött szülővárosába, Ajaccio-ba, kislányukkal, Annily-vel együtt.

## Diszkográfia

### Albumok
- 2003 – Jérémy Chatelain
- 2006 – Variétes Françaises

### Kislemezek
- 2003 – Laisse-moi
- 2003 – Belle histoire
- 2003 – Vivre ça
- 2004 – J'aimerai
- 2004 – Je m'en fous (csak promóciós kislemez)
- 2006 – Katmondou
- 2006 – Variété française
- 2006 – J'veux qu'on m'enterre